# Stazione di Tsurukawa
La stazione di Tsurukawa (鶴川駅?, Tsurukawa-eki) è una stazione ferroviaria della città giapponese di Machida, conurbata con Tokyo, ed è servita dalla linea Odakyū Odawara delle Ferrovie Odakyū.

## Linee
Ferrovie Odakyū
● Linea Odakyū Odawara

## Struttura
La stazione è dotata di un marciapiede laterale e uno a isola con tre binari passanti totali.
| 1   | ● Linea Odakyū Odawara | per Machida, Hon-Atsugi, Odawara, Hakone-Yumoto, Karakida e Katase-Enoshima |
| 2-3 | ● Linea Odakyū Odawara | per Shinjuku e linea Chiyoda                                                |

## Stazioni adiacenti
| «                                 | Servizio                               | »                    |
| Linea Odakyū Odawara              | Linea Odakyū Odawara                   | Linea Odakyū Odawara |
| --------------------------------- | -------------------------------------- | -------------------- |
| Kakio                             | Locale Semiesp. sezionale Semiespresso | Tamagawagakuen-mae   |
| Tutti gli altri treni non fermano |                                        |                      |